# Gengenbach
Gengenbach este un oraș din districtul Ortenaukreis din landul Baden-Württemberg, Germania.
Comunele Bermersbach, Reichenbach și Schwaibach aparțin de oraș.

## Istoria
Orașul a fost construit în jurul unei mănăstiri benedictine, opidum-ul Gengenbach fiind menționat pentru prima oară în 1231, pentru ca mai apoi să devină oraș liber imperial (Reichsstadt) (1360).
Războiul de Treizeci de Ani a distrus o mare parte a orașului, iar Războiul de Nouă Ani (1688-97) l-a distrus aproape în întregime.   

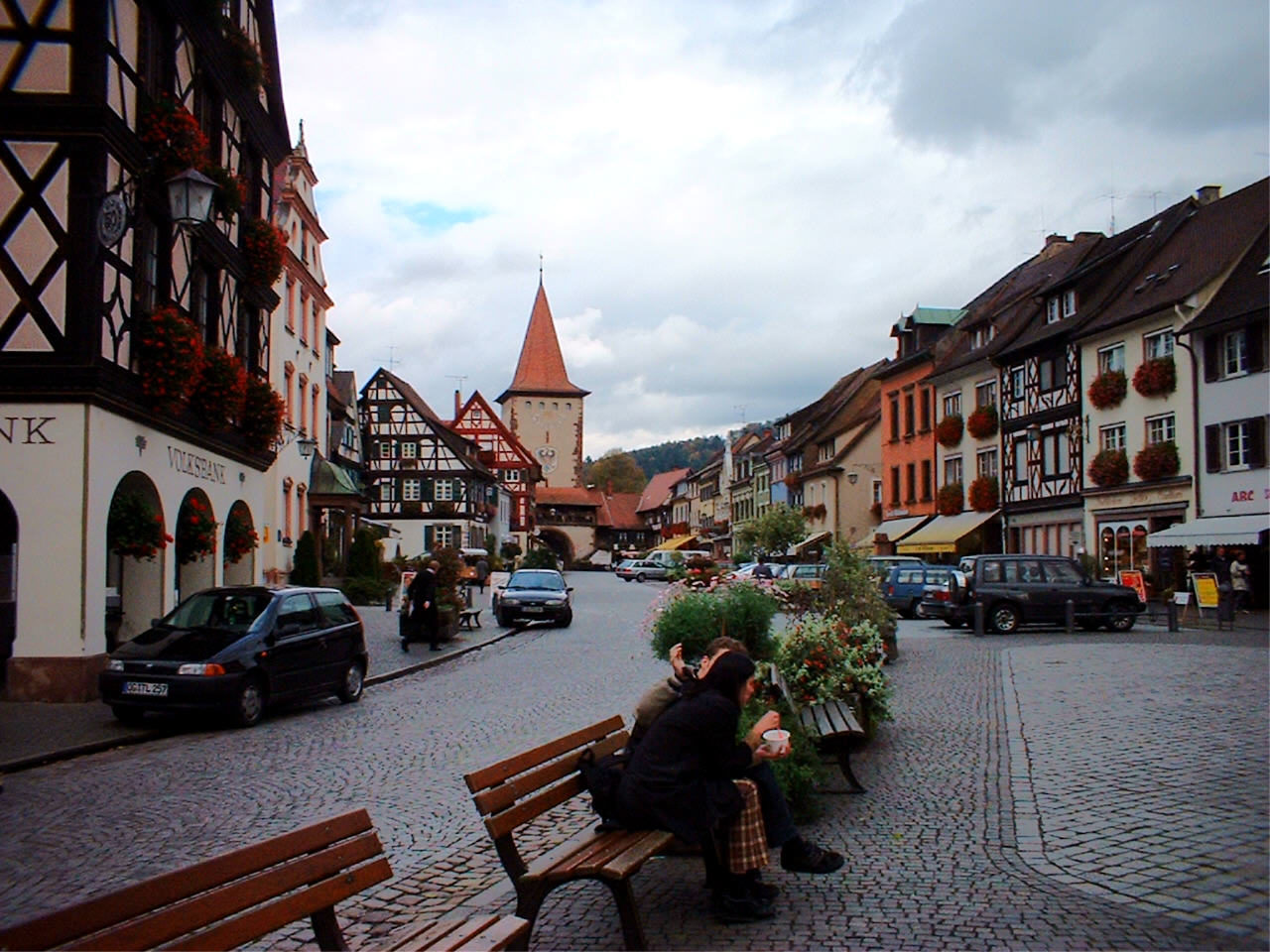
Piaţa centrală din Gengenbach

După o serie de reorganizări administrative de-a lungul anilor, Gengenbach aparține acum (2009) de districtul Ortenaukreis.
În anul 1525 Gengenbach se alătură religiei protestante, dar se va întoarce la catolicism în 1547/48.

## Orașe înfrățite
Din 1958 este oraș înfrățit cu Obernai din Alsacia.

## Turism
Gengenbach are o serie de muzee, precum: 
- Flößerei- und Verkehrsmuseum
- Museum Haus Löwenberg
- Narrenmuseum im Niggelturm
- Kunst- und Paramentenmuseum în Mutterhaus der Franziskanerinnen
- Wehrgeschichtliches Museum în Kinzigtor

Orașul vechi a fost folosit ca decor pentru o serie de filme de lung metraj și televiziune, precum Charlie și fabrica de ciocolată (2005), Die Schwarzwaldklinik și Die Powenzbande.

## Învățământ
Orașul are o școală tehnică superioară, o școală de pedagogie socială și un centru de studii forestiere.

## Agricultura
Gengenbach este un oraș producător de vinuri: (Spätburgunder, Müller-Thurgau, Riesling (Klingelberger), Grauburgunder (Grauer Burgunder).

## Galerie foto

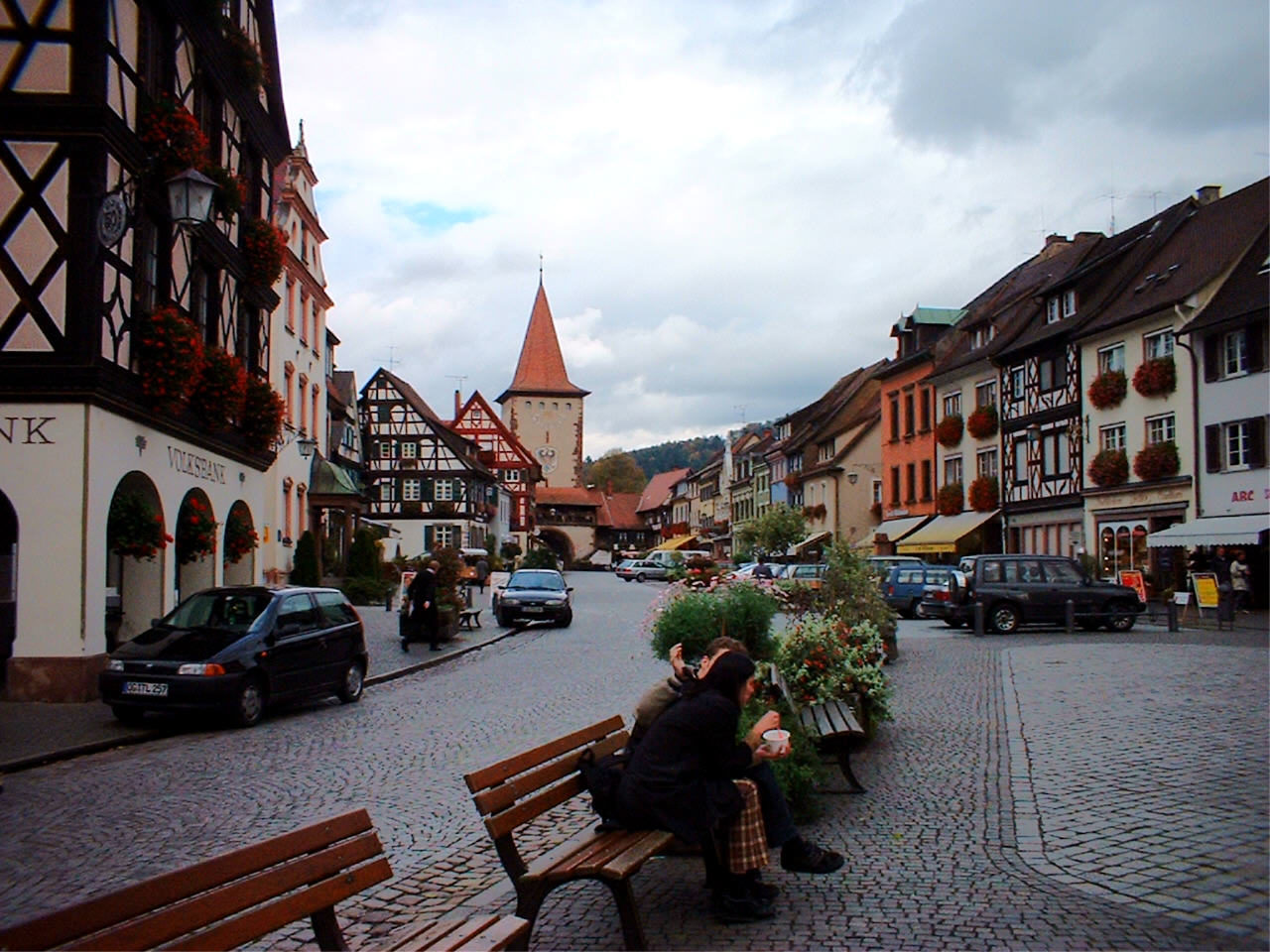
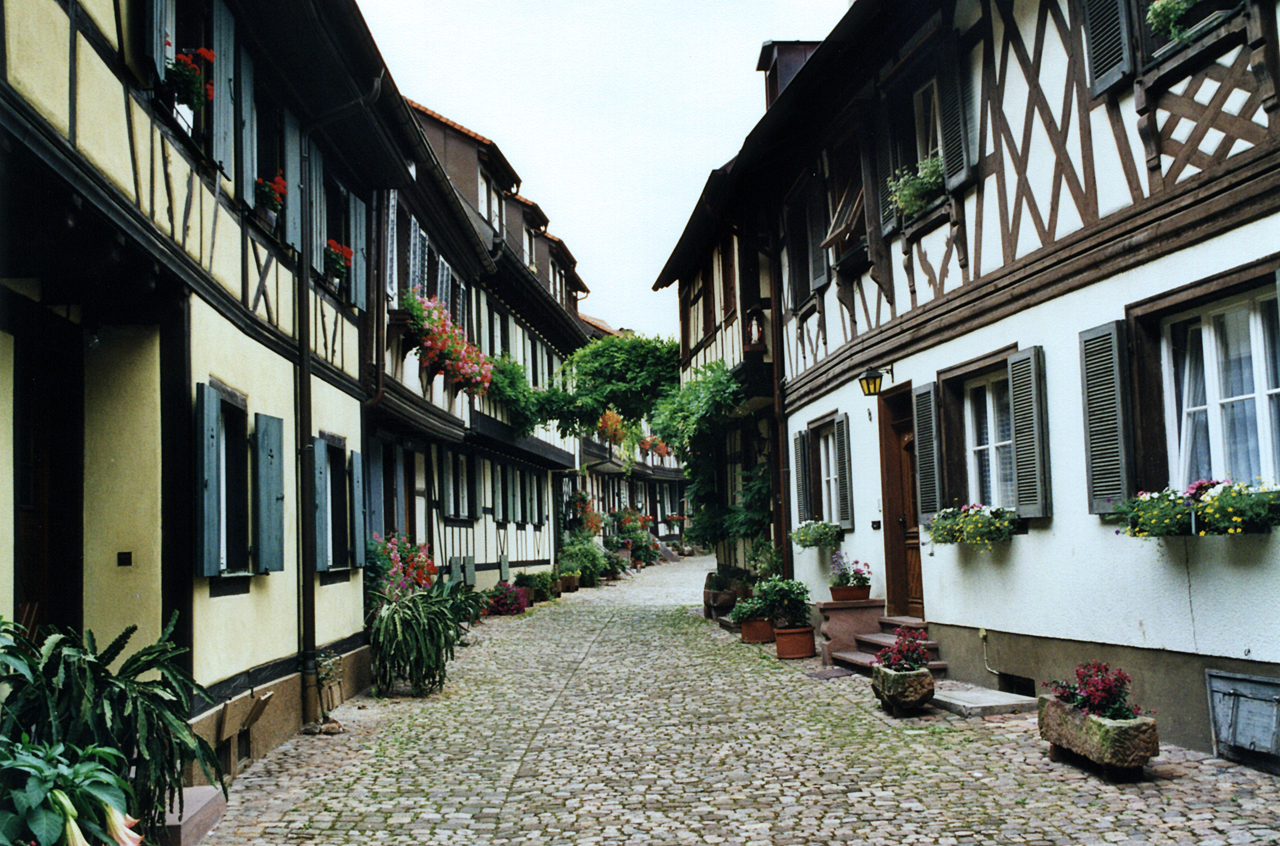
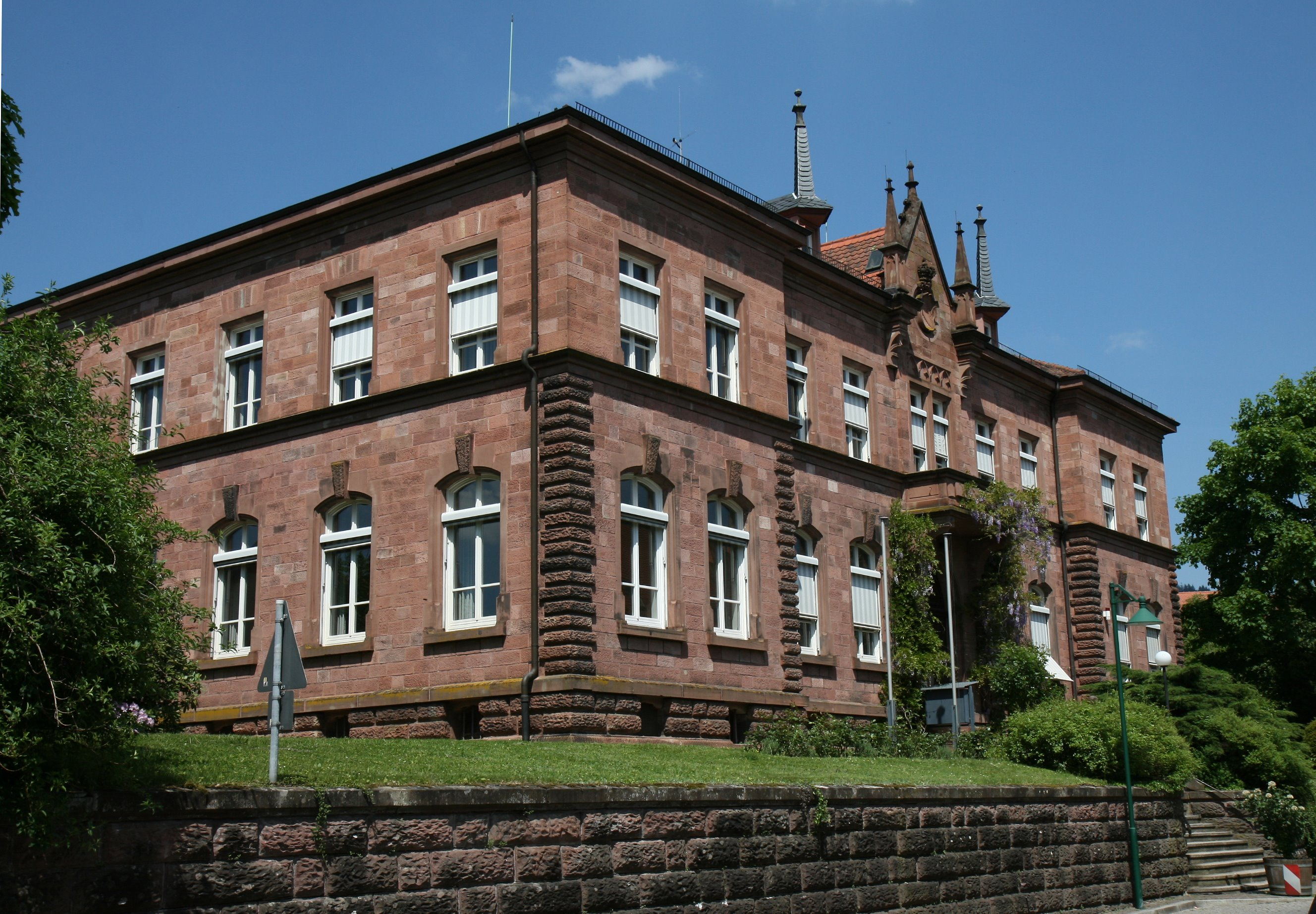
Judecătoria
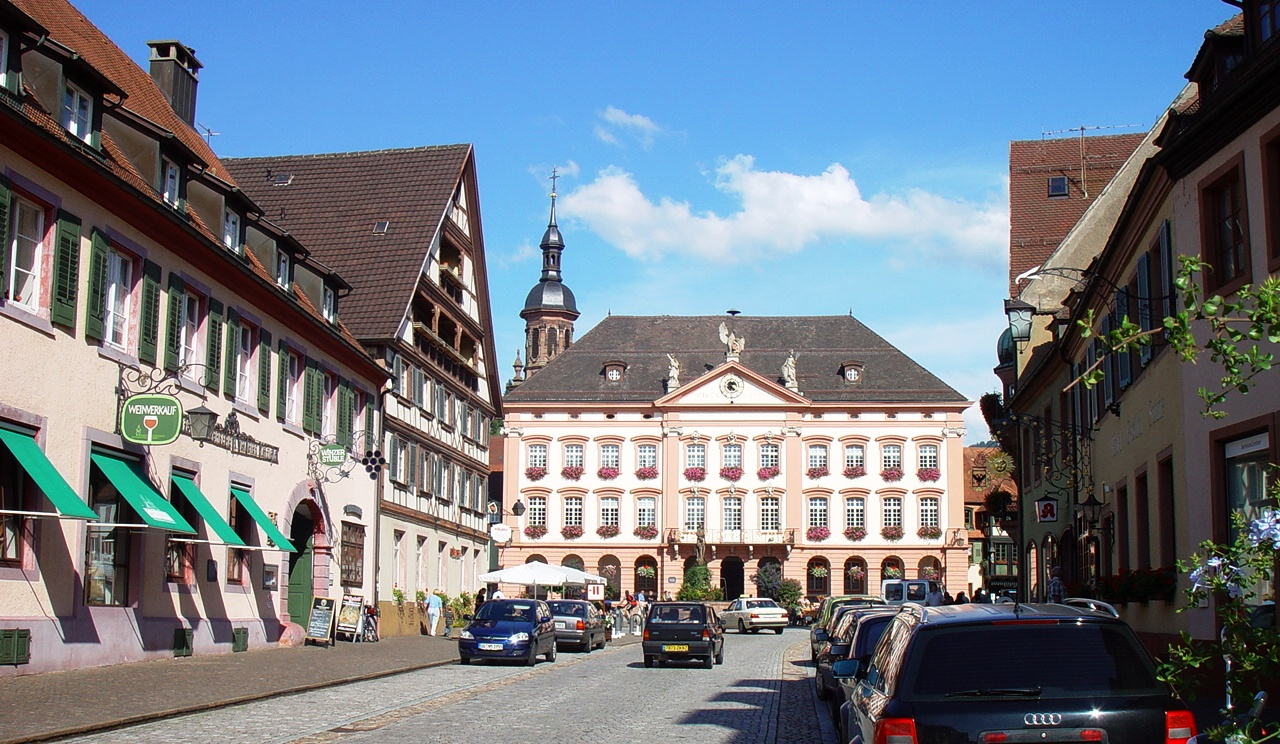
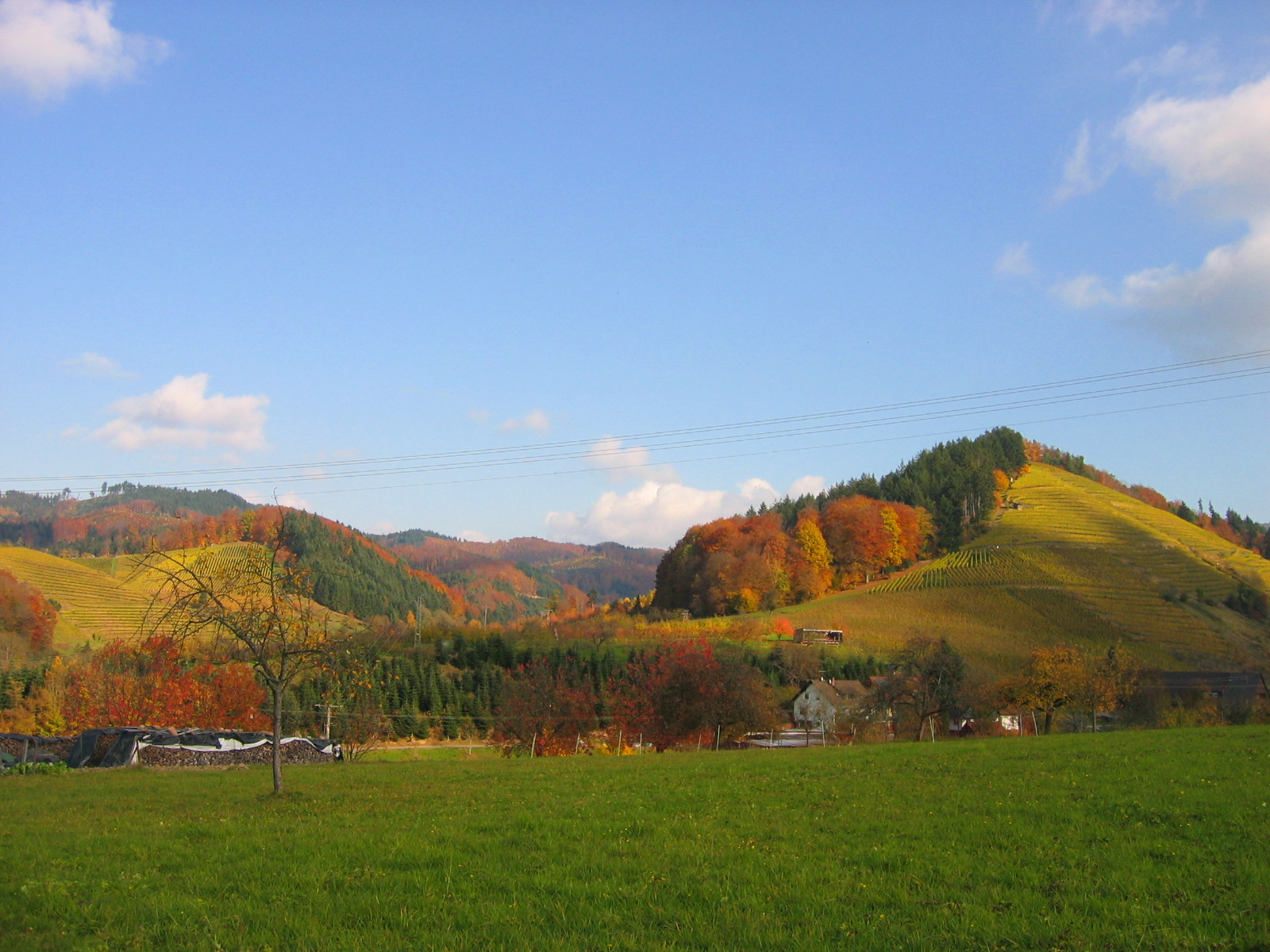
Împrejurimile